# 大博东根
大博东根（德語：Großbodungen，發音：[ˈɡʁoːsˌboːdʊŋən]）是德国图林根州艾希斯费尔德县曾经的一个市镇，与小博东根相邻，面积15.54平方千米，2009年12月31日人口为1,402人。2010年12月1日，大博东根与另外2个市镇合并为新市镇阿姆奥姆贝格。